# János Kádár

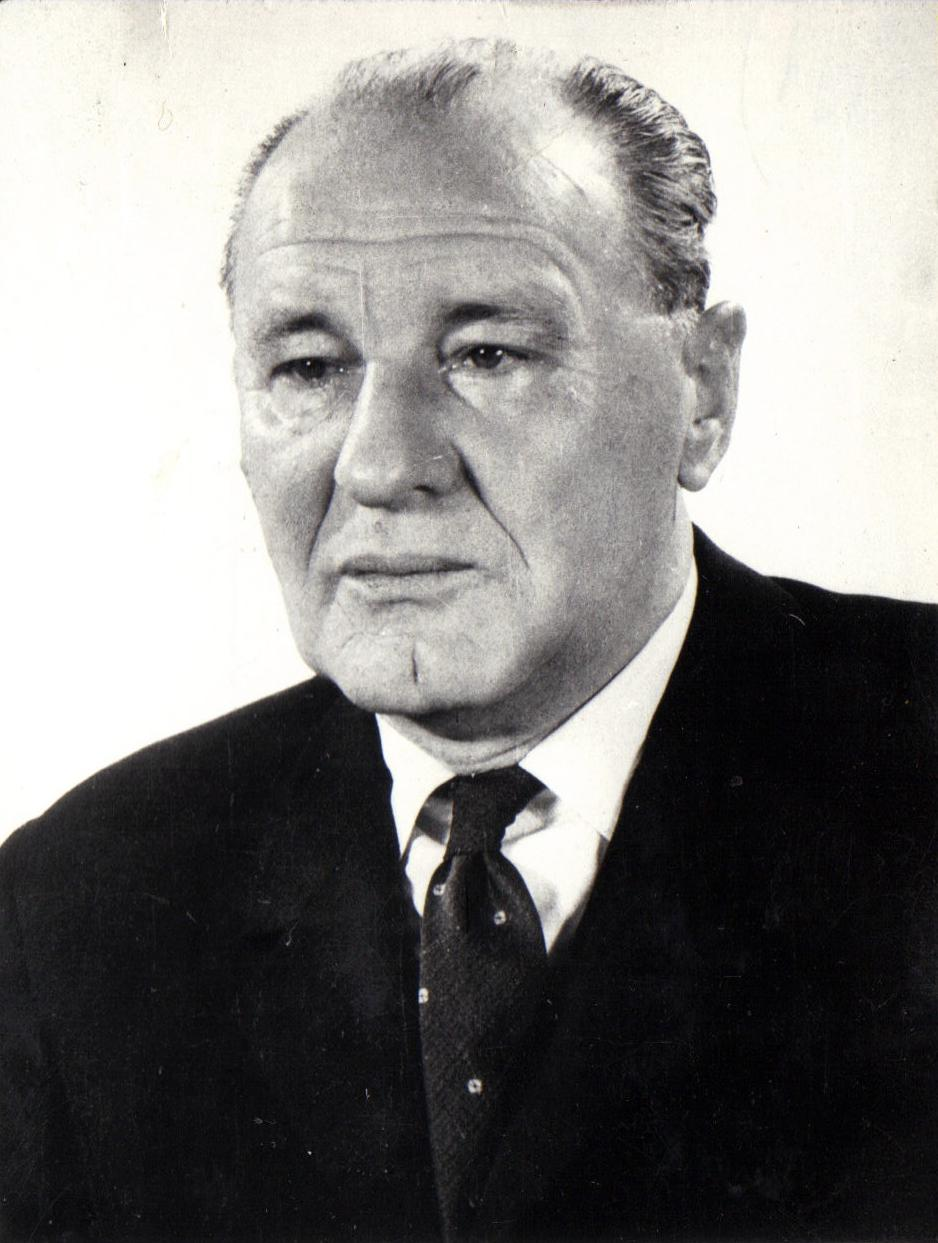
Chân dung nhà chính trị Kádár János.

János Kádár (1912 – 1989) là một nhà chính trị người Hungary. Ông tham gia trong phong trào Cộng sản Hungary, cũng như phong trào Quốc tế Cộng sản. Từ điển Bách khoa Toàn thư Việt Nam có ghi tên ông theo tiếng Việt là Kađa I.. Sau khi cuộc nổi dậy năm 1956 bị dập tắt, ông trở thành Thủ tướng của Hungary. Sau khi trở thành thủ tướng, ông là người đề xướng và thực thi những cải cách về kinh tế và cải thiện nhân quyền tại Hungary; những cải cách này được gọi là Chủ nghĩa Kádár hay Chủ nghĩa cộng sản Gulyás.

## Sự nghiệp chính trị
- Năm 1931, ông trở thành một đảng viên của Đảng Cộng sản Hungary.
- Năm 1942, ông trở thành uỷ viên của Ủy ban Trung ương Đảng Cộng sản Hungary.
- Đầu năm sau, tức năm 1943, ông trở thành bí thư của Ủy ban Trung ương Đảng Cộng sản Hungary.
- Khi Quân đội Đức Quốc xã tấn công Hungary, ông tham gia vào việc lãnh đạo cuộc đấu tranh chống Đức Quốc xã của nhân dân Hungary trong Chiến tranh thế giới thứ hai (1939 - 1945).
- Đến năm 1945, ông trở thành uỷ viên Bộ Chính trị Ủy ban Trung ương. Năm sau (1946), ông lại trở thành phó tổng bí thư Ủy ban Trung ương và giữ chức này cho đến năm 1948. Cũng trong năm 1948, ông lên làm phó tổng bí thư của Đảng Lao động Hungary và giữ chức vụ này cho đến năm 1951.
- Năm 1956, một cuộc nổi dậy bùng nổ ở Hungary. Theo sách Lịch sử Quan hệ Quốc tế hiện đại 1945-2000 thì "chính phủ Kadar kêu gọi Liên Xô giúp đỡ bảo vệ những người dân vô tội, khôi phục lại trật tự đã bị những phần tử bạo động phá hoại, bảo vệ chính quyền của nhân dân lao động" nên "Hồng quân Liên Xô lập tức tiến vào thủ đô Budapest" và "Các lực lượng đối lập bị đập tan", "Imre Nagy bị bắt và giải về Liên Xô". Sau cuộc nổi dậy này, một số nước Xã hội Chủ nghĩa công khai chỉ trích "mô hình Xã hội Chủ nghĩa" do Liên Xô áp đặt.[1] János trở thành Thủ tướng, tình hình trở nên ổn định không lâu sau.
- Tháng 7 năm 1956, ông trở thành uỷ viên Bộ Chính trị, đồng thời là bí thư Trung ương Đảng Lao động Hungary. Đến năm 1961, ông trở thành Chủ tịch Hội đồng Bộ trưởng Cộng hoà Nhân dân Hungary và giữ chức vụ này cho đến năm 1965. Tháng 3 năm 1985, ông trở thành Tổng bí thư Đảng Công nhân Xã hội Chủ nghĩa Hungary. Sau khi ông từ chức thì người ta bắt đầu phục hồi danh dự và chính trị cho những người bị ông trấn áp năm 1956, chẳng hạn như Nagy Imre hay Maleter Pal. Tuy cho Kadar và những người của ông là những "lực lượng chân chính" trong Đảng Lao động Hungary nhưng sách Lịch sử Quan hệ Quốc tế hiện đại 1945-2000 vẫn ghi nhận rằng, dù những tên tuổi của Nagy Imre và Maleter Pal biến mất khỏi chính sử, tên tuổi họ vẫn tồn tại trong tâm trí dân tộc.[2] Ít lâu sau khi chính phủ Cộng sản Hungary tan rã, năm 1989 cựu lãnh đạo Kádár János qua đời.

Năm 1984, cuốn sách "Chủ nghĩa Xã hội và nền Dân chủ ở Hungary" được xuất bản. Nội dung cuốn sách này bao gồm những bài phát biểu được János đọc trước Quốc hội và tại Đại hội Đảng từ năm 1975 cho đến năm 1982.

## Vụ phá hoại mộ của J. Kádár
Ngày 2 tháng 5 năm 2007, tại nghĩa trang Kerepesi, thủ đô Budapest, xảy ra một vụ phá hoại mộ cựu lãnh đạo Kádár János. Những người xâm phạm đã cướp lấy xương trong chiếc quan tài của Kádár János, cũng như bình tro của vợ ông. Những người xâm phạm đã đục mất một phần có chiều dài 40 cm trên chiếc quan tài, theo lời của nhà phát ngôn của cảnh sát tại thủ đô Budapest.
Sau khi vụ việc xảy ra, các chuyên gia đã mở nắp quan tài Kádár nhằm tìm hiểu xem "những kẻ phá hoại" đã cưới lấy những phần xương nào trong hài cốt Kádár. Người ta đã phát hiện ra rằng "những kẻ phá hoại" đã cướp lấy hết phần xương cốt ở phần bị đục. Vụ phá hoại nêu trên đã bị Thủ tướng Hungary Gyurcsány Ferenc phê phán là một hành động "ghê tởm, phi nhân tính và hèn nhát". Trước đây, Ferenc vốn là một lãnh đạo thanh niên khi chính phủ cộng sản vẫn còn tồn tại ở Hungary.